# Wieder 15
Wieder 15 (portugiesischer Originaltitel: De Volta aos 15) ist eine brasilianische Jugendserie, die von Glaz Entretenimento für Netflix umgesetzt wurde. Die in São Paulo und Umgebung gedrehte Serie, basiert auf dem gleichnamigen Roman der Schriftstellerin Bruna Vieira. Am 25. Februar 2022 wurde die Serie weltweit auf Netflix veröffentlicht. Die zweite Staffel der Serie wurde am 5. Juli 2023 auf Netflix hinzugefügt. Die Premiere der dritten und finalen Staffel fand am 21. August 2024 auf Netflix statt.

## Handlung
Die 15-jährige Anita hat große Zukunftspläne: Sie möchte ihrem Leben in der Kleinstadt Imperatriz den Rücken zukehren und viele Orte bereisen sowie viele Menschen kennenlernen. Aber ihre Realität mit 30 ist eine andere. Anita hat wenig Freunde, lebt in einer kleinen Wohnung und in puncto Liebe sieht es nicht besser aus. Anlässlich der Hochzeit ihrer Schwester Luiza kehrt Anita in ihre Heimatstadt zurück. Doch nach einer Verkettung unglücklicher Umstände zieht sich Anita in das Zimmer zurück, in dem sie ihre Jugend verbrachte, und wird wie von Zauberhand zum ersten Schultag an der Mittelschule zurückversetzt. Nun steckt die 30-jährige Anita im Körper ihres 15-jährigen Ichs. Zurück in der Vergangenheit versucht Anita fortan die Leben der Mitmenschen um sie herum in Ordnung zu bringen. Das wären zum Beispiel: ihre Cousine Carol, die etwas mit einem Draufgänger aus der Stadt am Laufen hat; ihre Schwester Luiza, die in ihrer Rolle als Prinzesschen der Stadt gefangen ist; ihr neuer Freund César, der ermutigt werden muss, er selbst zu sein, sowie der Nerd Henrique, ihr bester Freund, der heimlich in sie verliebt ist. Doch jede noch so kleine Veränderung in der Vergangenheit hat gravierende Auswirkungen auf die Zukunft aller, und dies nicht immer zum Besseren.

## Besetzung und Synchronisation
Die deutschsprachige Synchronisation entstand nach den Dialogbüchern von Tina Bartel, Petra Rochau und Ulrich Georg sowie unter der Dialogregie von Tina Bartel und Gundi Eberhard durch die Synchronfirmen RRP Media (Staffel 1) und VSI Synchron (Staffeln 2 & 3) in Berlin.
| Rolle                                           | Schauspieler         | Synchronsprecher                                                 |
| ----------------------------------------------- | -------------------- | ---------------------------------------------------------------- |
| Anita Rocha (Jung)                              | Maisa Silva          | Josephine Martz                                                  |
| Anita Rocha (Erwachsen)                         | Camila Queiroz       | Jennifer Bischof                                                 |
| Carola „Carol“ (Jung)                           | Klara Castanho       | Vivien Gilbert                                                   |
| Carola „Carol“ (Erwachsen)                      | Yana Sardenberg      | Jenny Maria Meyer                                                |
| Fabrício Azevedo (Jung)                         | João Guilherme       | Vincent Borko                                                    |
| Fabrício Azevedo (Erwachsen)                    | Bruno Montaleone     | Marc Dresander (Staffeln 1 & 2) Matthias Deutelmoser (Staffel 3) |
| Luiza „Lu“ Rocha (Jung)                         | Amanda Azevedo       | Clara Drews                                                      |
| Luiza „Lu“ Rocha (Erwachsen)                    | Mariana Rios         | Maria Burghardt                                                  |
| Joel (Jung)                                     | Antônio Carrara      | Nando Schmitz                                                    |
| Joel (Erwachsen)                                | Gabriel Stauffer     | Sandro Blümel (Staffel 1) Heiko Akrap (Staffeln 2 & 3)           |
| César „Cé“ Azevedo / Camila Azevedo (Jung)      | Nila Vinícius        | Paul-Lino Krenz                                                  |
| Camila Azevedo / César „Cé“ Azevedo (Erwachsen) | Alice Marcone        | Dela Dabulamanzi                                                 |
| Henrique (Jung)                                 | Caio Cabral          | Linus Drews                                                      |
| Henrique (Erwachsen)                            | Breno Ferreira       | Marc Bluhm                                                       |
| Eduardo „Edu“ (Jung)                            | Gabriel Wiedemann    | Jonas Frenz                                                      |
| Eduardo „Edu“ (Erwachsen)                       | Fabrício Licursi     | Matthias Busch                                                   |
| Douglas „Doug“ Dourado (Jung)                   | Lucca Picon          | Nico Wiek                                                        |
| Douglas „Doug“ Dourado (Erwachsen)              | Rafael Coimbra       | Michael Gugel                                                    |
| Leonardo „Léo“ Valente                          | Pedro Ottoni         | Johannes Walenta                                                 |
| Vânia Rocha                                     | Luciana Braga        | Daniela Hoffmann                                                 |
| Antônio Rocha                                   | Felipe Camargo       | Matthias Scherwenikas                                            |
| Fernanda                                        | Fernanda Bessan      | Emily Gilbert                                                    |
| Lucas „Lucão“                                   | Paulo Mucheroni      | Daniel Kröhnert                                                  |
| Geraldo                                         | Kiko Vianello        | Christian Intorp                                                 |
| Ruth                                            | Nicole Cordery       | Tina Bartel                                                      |
| Fabíola                                         | Manuela Pereira      | Elinor Eidt                                                      |
| Beth                                            | Maria Laura Nogueira | Meike Finck                                                      |
| „Funke“                                         | Lucas Deluti         | Tom Sielemann                                                    |
| Bruna (Jung)                                    | Dora Freind          | Marie Hinze                                                      |
| Lúcia                                           | Livia La Gatto       | Anna Amalie Blomeyer                                             |
| Dani                                            | Maite Schneider      | Armin Schlagwein                                                 |
| Sérgio „Serginho“                               | Lipe Volpato         | Emil Graf                                                        |
| Dom                                             | Enzo Krieger         | Tobias John von Freyend                                          |
| Paulo „Ziege“                                   | Guilherme Prates     | Rajko Geith                                                      |
| Vivian Jéssica Borges                           | Emira Sophia         | Imaya Ugwonno                                                    |
| Gabriel „Whisky“                                | Faíska Alves         | Marco Eßer                                                       |
| Rafaela „Rafa“                                  | Amanda Linhares      | Sarah Tkotsch                                                    |
| Filipa Vieira (Jung)                            | Larissa Manoela      | Magdalena Höfner                                                 |
| Anderson Rodrigues                              | Bruno Gadiol         | Oscar Räuker                                                     |
| Cecília Marques                                 | Chris Couto          | Gundi Eberhard                                                   |
| Marcus Vinícius                                 | Guilherme Terreri    | Patrik Cieslik                                                   |
| Denis Ferreira                                  | Gregório Duvivier    | David Brizzi                                                     |
| Glauber                                         | Herberth Vital       | Manuel Elsherif                                                  |

## Episodenliste

### Staffel 1
| Nr. (ges.)                                                                            | Nr. (St.) | Deutscher Titel | Originaltitel | Regie           | Drehbuch                         |
| ------------------------------------------------------------------------------------- | --------- | --------------- | ------------- | --------------- | -------------------------------- |
| 1                                                                                     | 1         | (⊙_⊙)           | (⊙_⊙)         | Vivianne Jundi  | Janaina Tokitaka                 |
| 2                                                                                     | 2         | (¬_¬)           | (¬_¬)         | Vivianne Jundi  | Alice Marconi                    |
| 3                                                                                     | 3         | ̄\_(ツ)_/ ̄       | ̄\_(ツ)_/ ̄     | Dainara Toffoli | Alice Marconi                    |
| 4                                                                                     | 4         | (;´∩`;)         | (;´∩`;)       | Dainara Toffoli | Janaina Tokitaka & Renata Kochen |
| 5                                                                                     | 5         | \o/             | \o/           | Dainara Toffoli | Bryan Ruffo                      |
| 6                                                                                     | 6         | <3              | <3            | Vivianne Jundi  | Janaina Tokitaka                 |
| Am 25. Februar 2022 wurden alle Folgen der ersten Staffel bei Netflix veröffentlicht. |           |                 |               |                 |                                  |

### Staffel 2
| Nr. (ges.)                                                                         | Nr. (St.) | Deutscher Titel | Originaltitel | Regie            | Drehbuch                   |
| ---------------------------------------------------------------------------------- | --------- | --------------- | ------------- | ---------------- | -------------------------- |
| 7                                                                                  | 1         | o.O             | o.O           | Maria de Medicis | Victor Brandt              |
| 8                                                                                  | 2         | (^o^)/          | (^o^)/        | Maria de Medicis | Glautier Lee               |
| 9                                                                                  | 3         | s2              | s2            | Marina Person    | Ray Tavares                |
| 10                                                                                 | 4         | >:=@            | >:=@          | Ian SBF          | Pedro Riera                |
| 11                                                                                 | 5         | >.<             | >.<           | Ian SBF          | Amanda Jordão              |
| 12                                                                                 | 6         | :P              | :P            | Maria de Medicis | Glautier Lee & Ray Tavares |
| Am 5. Juli 2023 wurden alle Folgen der zweiten Staffel bei Netflix veröffentlicht. |           |                 |               |                  |                            |

### Staffel 3
| Nr. (ges.)                                                                                        | Nr. (St.) | Deutscher Titel  | Originaltitel    | Regie                          | Drehbuch                    |
| ------------------------------------------------------------------------------------------------- | --------- | ---------------- | ---------------- | ------------------------------ | --------------------------- |
| 13                                                                                                | 1         | D=               | D=               | Dainara Toffoli                | Victor Brandt               |
| 14                                                                                                | 2         | ╰( ^o^)╮╰( ^o^)╮ | ╰( ^o^)╮╰( ^o^)╮ | Dainara Toffoli                | Ray Tavares                 |
| 15                                                                                                | 3         | >:(              | >:(              | Victor Brandt                  | Glautier Lee                |
| 16                                                                                                | 4         | B^D              | B^D              | Marina Person                  | Amanda Jordão               |
| 17                                                                                                | 5         | FEHLER 404       | ERROR 404        | Dainara Toffoli & Glautier Lee | Luíza Fazio                 |
| 18                                                                                                | 6         | (⋆ ˆ ³ ˆ)        | (⋆ ˆ ³ ˆ)        | Marina Person                  | Victor Brandt & André Hanks |
| Am 21. August 2024 wurden alle Folgen der dritten und finalen Staffel auf Netflix veröffentlicht. |           |                  |                  |                                |                             |